# نخل (مركز)
مركز نخل، مركز إداري مصري. يقع في محافظة شمال سيناء الواقعة في جمهورية مصر العربية. القاعدة الإدارية للمركز هي مدينة نخل.

## التقسيم الإداري
قرى المركز هي: 
- الكنتلا
- سدر الحيطان
- الثمد
- بئر جريد
- الخفجة
- البروك
- النتيلة
- عين طويبة
- السلام
- الريد
- وادي الحاج